# Caecocaelus scotti
Caecocaelus scotti is een keversoort uit de familie van de loopkevers (Carabidae). De wetenschappelijke naam van de soort werd voor het eerst geldig gepubliceerd in 1953 door Stefano Ludovico Straneo.